# Optik Matt
Die Optik Matt GmbH & Co. KG ist ein familiengeführtes, deutsches Unternehmen in zweiter Generation mit dem Fokus auf Augenoptik und Hörgeräte für Verbraucher. Das Unternehmen führt 85 Filialen (Stand 2022) in Bayern, Baden-Württemberg, Sachsen, Thüringen, Hessen, Rheinland-Pfalz und Nordrhein-Westfalen und gehört nach eigenen Angaben zu den fünf größten Augenoptiker-Unternehmen in Deutschland. Sitz der Gesellschaft ist Regensburg.

## Geschichte
Bernhard Matt gründete 1955 mit seiner Frau Hannelore in Regensburg in der Pustetpassage sein erstes Augenoptik-Fachgeschäft.
Wilhelm Anger, der sich mit Kunststoffentwicklung beschäftigte, entwickelte ein Spritzgussverfahren für Brillenfassungen und Bernhard Matt war der erste Augenoptiker in Deutschland, der diese neuen Brillen vertrieb.
Der Sohn des Gründers, Michael Matt, übernahm mit seiner Frau Birgit 1996 die Führung des Unternehmens. Zu diesem Zeitpunkt existierten 28 Filialen in Bayern. Das Familienunternehmen entwickelte sich zu einer großen Unternehmensgruppe und verzeichnet (Stand 2022) 85 Niederlassungen in Deutschland. Nachdem Optik Matt bereits von 1965 bis 1998 in der Akustikbranche aktiv gewesen war, nahmen Birgit und Michael Matt im Jahr 2017 wieder Hörgeräte in ihr Sortiment bilden auch Hörakustiker aus, um diese in den bestehenden Filialen einzusetzen.
Das Unternehmen beschäftigt über 450 Mitarbeiter.
Optik Matt gehört seit 1978 dem Einkaufsverbund Opticland aus Nürnberg an.

## Aus- und Weiterbildung
Optik Matt bildet Augenoptiker, Augenoptikermeister und Hörakustiker und Hörakustikermeister aus. Es gibt eine innerbetriebliche Lehrwerkstatt in Waldmünchen.

## Ausrichtung und Fertigung
Optik Matt ist sowohl bei Brillenfassungen, als auch bei Gläsern auf den Verkauf von Markenprodukten ausgerichtet.
Die Produktion der Brillen erfolgt im oberpfälzischen Waldmünchen. Im Januar 2020 verkündete die Geschäftsführung, dass der Standort weiter ausgebaut wird.